# Synclitodes decoripennis
Synclitodes decoripennis är en fjärilsart som beskrevs av Munroe 1974. Synclitodes decoripennis ingår i släktet Synclitodes och familjen Crambidae. Inga underarter finns listade i Catalogue of Life.